# Aprelevka
Aprelevka (en russe : Апрелевка) est une ville de l’oblast de Moscou, en Russie. Sa population s'élevait à 26 610 habitants en 2017.

## Géographie
Aprelevka est située à 42 km au sud-ouest du centre de Moscou.

## Histoire
Aprelevka fut fondée en 1899. Elle accéda au statut de commune urbaine en 1935 puis au statut de ville en 1961. Le nom de la ville vient du mot russe апрель, aprel, signifiant « avril ».
À l'époque soviétique, une grande usine, créée en 1910 par trois industriels allemands, fabriquait des disques vinyles à Aprelevka.

## Population
Recensements (*) ou estimations de la population
| 1926* | 1939* | 1959*  | 1970*  | 1979*  | 1989*  |
| ----- | ----- | ------ | ------ | ------ | ------ |
| 400   | 5 700 | 14 936 | 17 981 | 21 002 | 21 178 |

| 2002*  | 2010*  | 2014   | 2015   | 2016   | 2017   |
| ------ | ------ | ------ | ------ | ------ | ------ |
| 18 357 | 18 701 | 22 917 | 24 004 | 25 205 | 26 610 |

## Transports
Aprelevka est desservie par un échangeur sur l'autoroute M3 « Ukraine » ou E101.